# Bob Burman

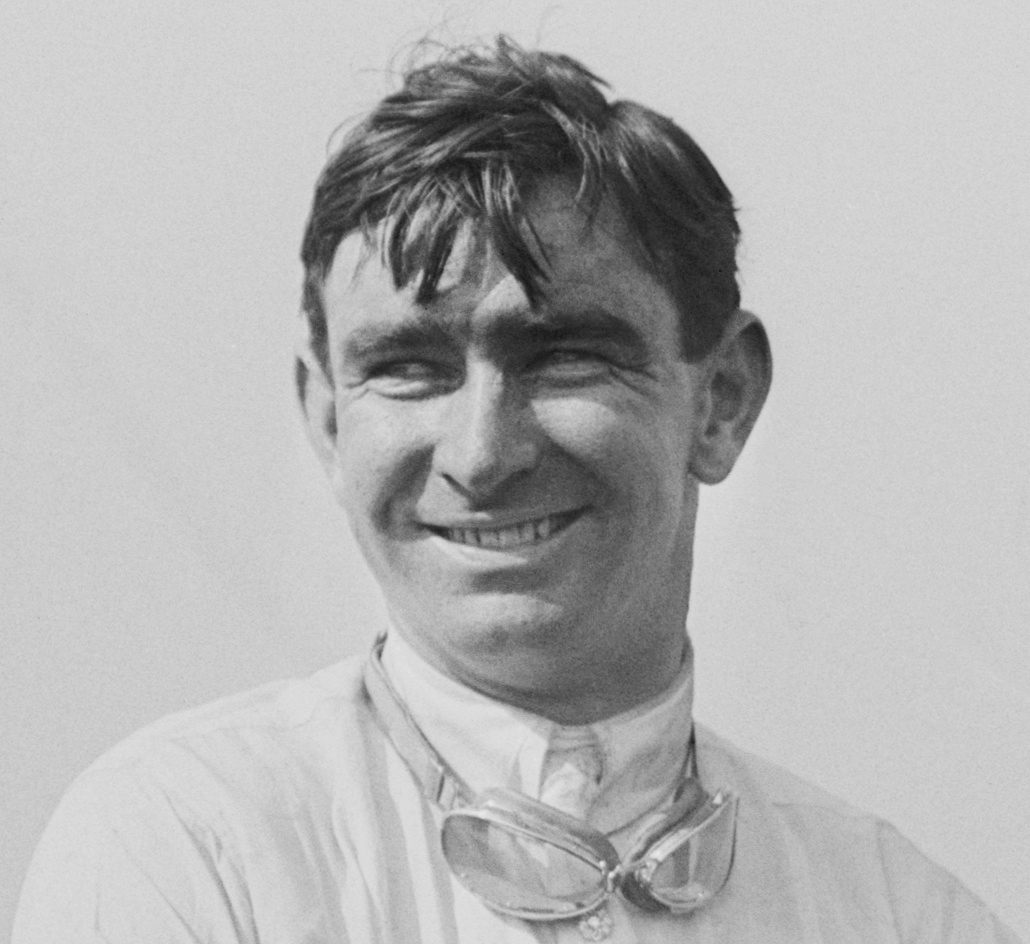
Bob Burman (1911)

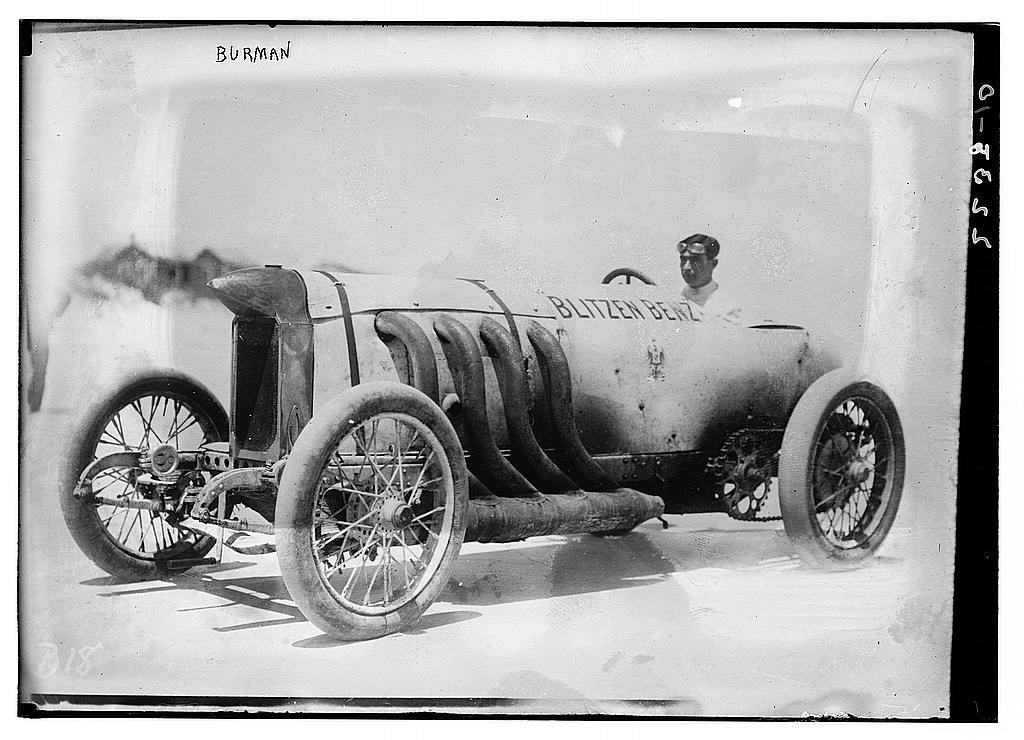
Burman im Blitzen-Benz

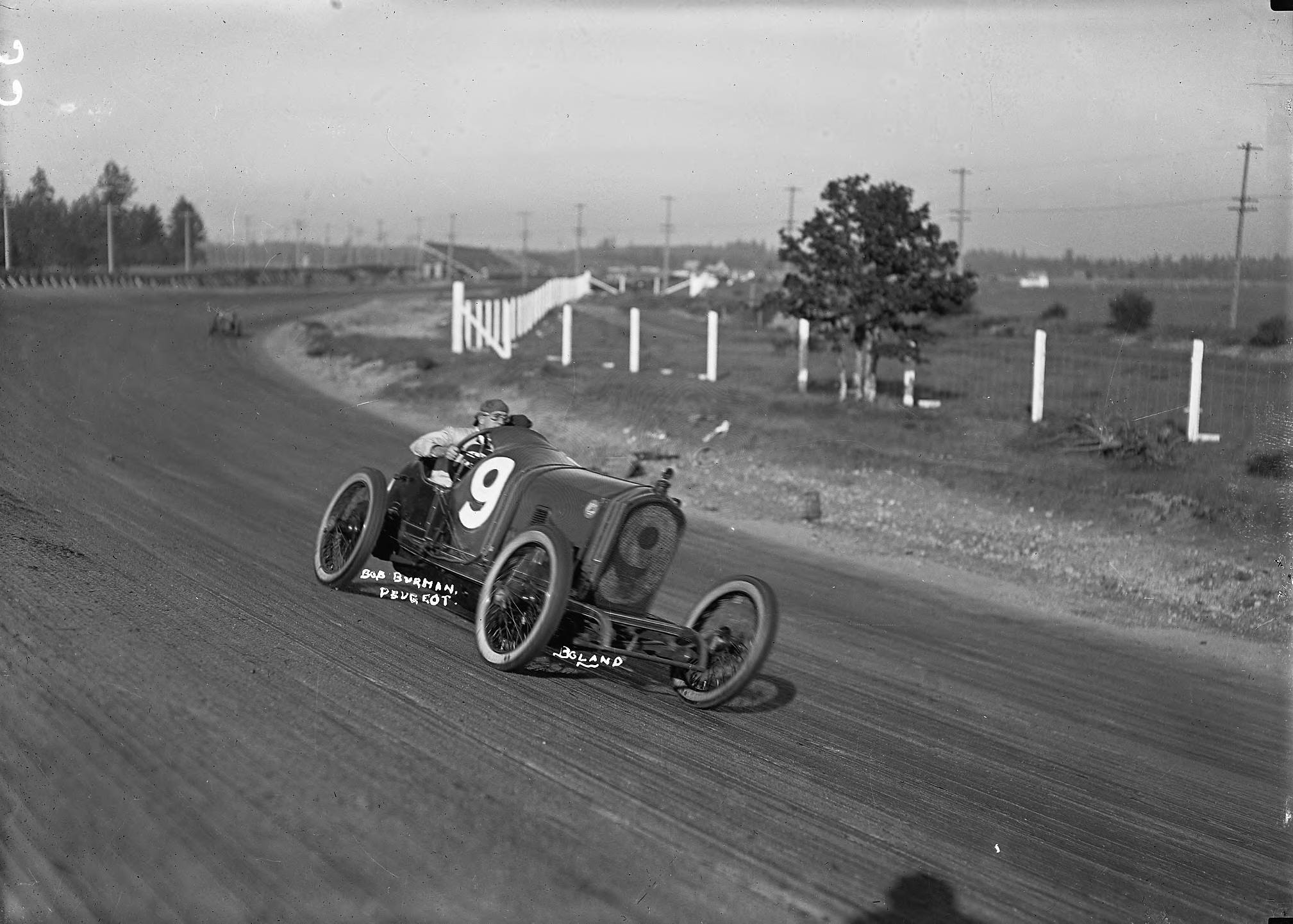
Burman auf Peugeot 1915 auf dem Tacoma Speedway

Robert R. „Bob“ Burman (* 23. April 1884 in Imlay City, Michigan; † 8. April 1916 in Riverside, Kalifornien) war ein US-amerikanischer Automobilrennfahrer.
„Wild Bob“ Burman zählt zu den Pionieren der Open-Wheel-Rennen in den Vereinigten Staaten. Berühmtheit erlangte er vor allem durch zahlreiche Geschwindigkeitsrekorde, 24-Stunden-Fahrten, Match Races und Demonstrationsfahrten, bei denen er sich mit Rivalen wie Barney Oldfield, Ralph DePalma, Earl Cooper und Louis Disbrow maß. 

## Werdegang
Bob Burman wurde auf einer Farm nahe Imlay City, nördlich von Detroit in Michigan geboren. Er war der Sohn des Farmers William Burman und dessen Frau Francis und hatte mindestens zwei Geschwister: Pearl Burman (* ca. 1890) und Earl P. Burman (1899–1922), der 1922 bei einem Autorennen in Jackson, Michigan tödlich verunglückte.
Burman wuchs in einfachen, ländlichen Verhältnissen in Imlay City auf. Seinen Spitznamen „Wild Bob“ scheint er sich schon als Jugendlicher erworben zu haben ohne dass ihn dies wirklich charakterisierte. Mit 17 Jahren verließ er Imlay City und fand in Jackson, Michigan eine Anstellung in den dortigen Durant-Dort-Kutschenbauwerken von William Durant, der auch die Mehrheit an der Buick Motor Company hielt. Die Anlagen in Jackson wurden bald für die Herstellung von Buick-Automobilen benötigt. Burman wurde anfänglich beschäftigt, um die Motoren der Fahrzeuge anzumalen, später durfte er sie testen. Im Juni 1904 fuhr er den ersten in Jackson fertiggestellten Buick aus der Montagehalle.
Im Rahmen seiner Anstellung als Chef-Testfahrer bei der Jackson Automobile Company bekam er 1906 die Gelegenheit, bei einigen Automobilrennen anzutreten und war dabei recht erfolgreich. Im Jahr 1908 wurde er von General-Motors-Gründer William Durant zusammen mit den Chevrolet-Brüdern Arthur und Louis als Fahrer für die neu aufgestellte Buick-Rennabteilung verpflichtet.
Burman gewann für Buick am 19. August 1909 das Prest-O-Lite Trophy Race auf dem wenige Tage zuvor eröffneten Indianapolis Motor Speedway. Das Rennen gilt als Vorläufer des ab 1911 veranstalteten 500-Meilen-Rennens von Indianapolis. Wenig später siegte er auch beim Vesper Club Trophy Race in Lowell, Massachusetts.
1910 war Burman für Buick beim Remy Brassard Trophy Race in Indianapolis erfolgreich. Beim American Grand Prize auf dem Savannah-Effingham Raceway in Savannah, Georgia wurde er hinter David Bruce-Brown und Victor Hémery (beide Benz) Dritter.
Am 23. April 1911 verbesserte Burman auf dem Blitzen-Benz Nr. 2 in Daytona Beach mit einer Durchschnittsgeschwindigkeit von 141,73 mph (228,09 km/h) über eine Distanz 0,625 mi (1,006 km) den Landgeschwindigkeitsrekord. Vom Reifenhersteller Firestone erhielt er dafür eine mit Juwelen besetzte, etwa 10.000 Dollar (entspricht 2025 ca. 294.000 Euro) teure „Speed Crown“, mit der er zu Werbezwecken abgelichtet wurde. Manager Ernest Moross, dem der Blitzen-Benz gehörte, tourte mit „Speed King“ Burman fortan wie ein Wanderzirkus durch die USA. Beim erstmals ausgetragenen 500-Meilen-Rennen von Indianapolis trat er auf einem Benz an und wurde 19. Vor dem Rennen absolvierte Burman Demonstrationsfahrten mit dem Blitzen-Benz auf dem Indianapolis Motor Speedway. Dabei erzielte er Geschwindigkeitsrekorde über eine viertel Meile, eine halbe Meile, einen Kilometer und eine Meile.
Auch beim Indianapolis 500 1912 trat Burman an – diesmal auf einem Cutting – und schied nach 157 Runden durch einen Unfall aus.
1913 zählte Burman zu den Favoriten beim 500-Meilen-Rennens von Indianapolis. Er lag 41 Runden lang in Führung, jedoch geriet sein Keeton in der 55. Runde in Brand. Er konnte den Wagen reparieren und wurde mit zehn Runden Rückstand als Elfter abgewunken.
In der Saison 1914 gewann Burman in Kalamazoo, Michigan auf Peugeot einen Meisterschaftslauf. 1915 war er für den französischen Hersteller auf einem L-76 in Oklahoma City sowie in Burlington, Iowa erfolgreich und wurde Sechster beim Indianapolis 500.

### Tödlicher Unfall
Am 8. April 1916 startete Burman auf einem Peugeot beim Corona Road Race in Corona, Kalifornien. Das Rennen fand auf dem kreisförmigen, knapp 4,5 km langen Grand Boulevard in der Stadtmitte statt. Burman hatte fast das gesamte Rennen in Führung gelegen, als in der Schlussphase bei etwa 160 km/h ein Rad seines Wagens brach. Das unkontrollierbar gewordene Fahrzeug schleuderte nach außen von der Strecke, überschlug sich, prallte in die Zuschauermenge und kam an einem Telefonmast zum Stehen. Burman und sein Beifahrer Erick Schrader wurden beim Überschlag aus dem Wagen geschleudert. Schrader und William Henry Speer, ein Polizist, der die Strecke absicherte, waren auf der Stelle tot, mehrere Zuschauer wurden schwer verletzt. Burman wurde nach Riverside in ein Krankenhaus gebracht, wo er kurz nach der Ankunft starb. Das Rennen wurde trotz des Unfalls weitergeführt, es siegte Eddie O’Donnell mit Beifahrer Jimmy Murphy auf einem Duesenberg.
Bob Burman wurde auf dem Imlay Cemetery in seiner Heimatstadt Imlay City, Michigan begraben.

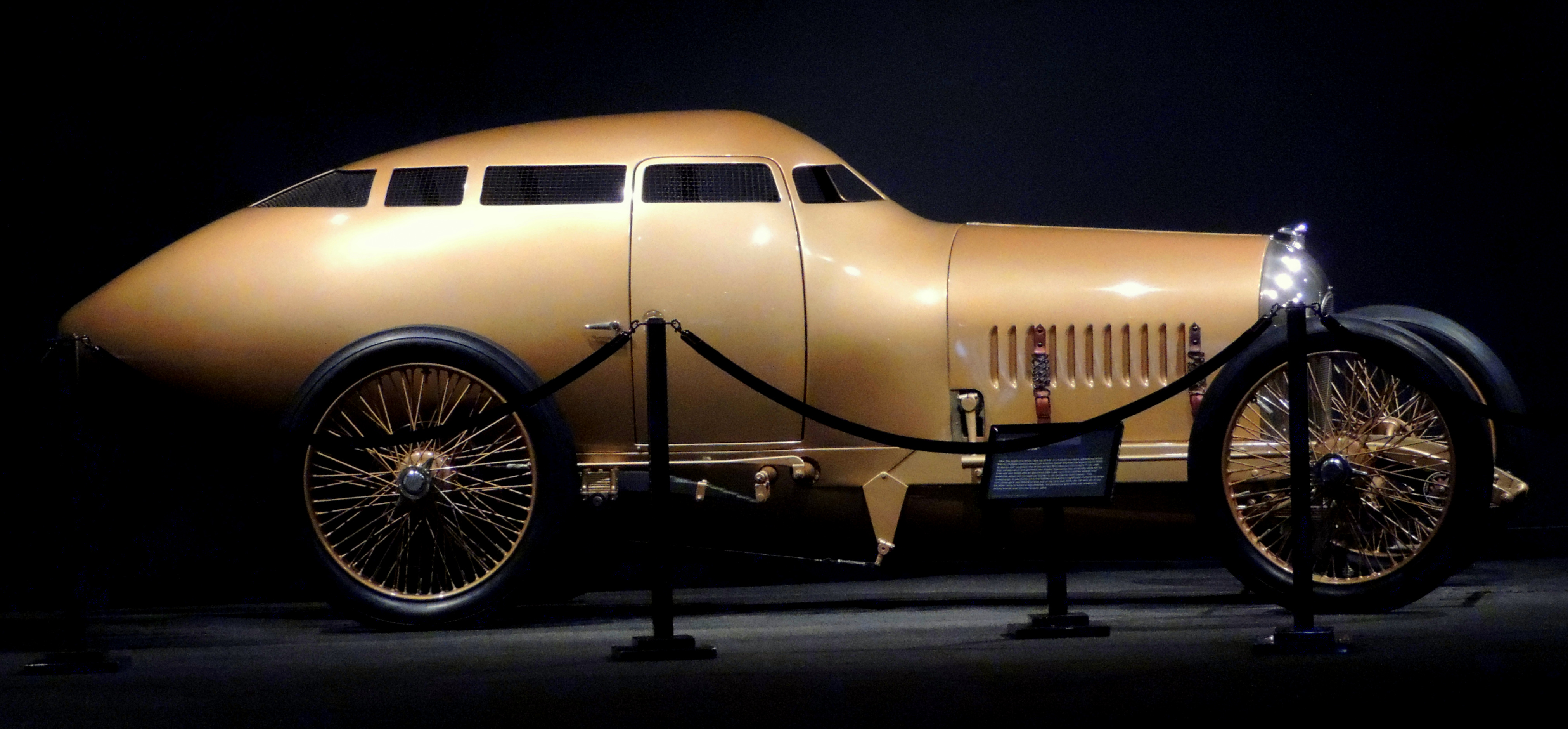
Golden Submarine von 1917

Burmans Tod veranlasste seine Freunde und Weggefährten Barney Oldfield und Harold Arminius Miller dazu, gemeinsam einen „sicheren“ Rennwagen zu konzipieren. Das Resultat dieser Bemühungen war ein Golden Submarine genanntes, geschlossenes Fahrzeug mit Überrollkäfig und Stromlinienverkleidung.
Im Jahr 2011 wurde Burman in die National Sprint Car Hall of Fame aufgenommen.

## Rennsiege
| Jahr | Fahrzeugklasse                          | Wagen   | Rennen                         | Strecke                            |
| ---- | --------------------------------------- | ------- | ------------------------------ | ---------------------------------- |
| 1909 | Serienfahrgestell, 301–405 ci           | Buick   | Prest-O-Lite Trophy Race       | Indianapolis Motor Speedway (UO)   |
| 1909 | Serienfahrgestell, 301–450 ci, Klasse 2 | Buick   | Vesper Club Trophy Race        | Merrimack Valley Course (T)        |
| 1910 | unbekannt                               | Buick   | Remy Brassard Trophy Race      | Indianapolis Motor Speedway (ZO)   |
| 1914 | Klasse D, Frei für alle                 | Peugeot | Kalamazoo Race                 | Kalamazoo Fairgrounds (UO)         |
| 1915 | unbekannt                               | Peugeot | Southern Sweepstakes Road Race | Oklahoma City Road Race Course (T) |
| 1915 | unbekannt                               | Peugeot | Burlington Race                | Tri-State Fair Grounds (UO)        |

Erklärung: T: temporärer Straßenkurs, UO: unbefestigtes Oval, ZO: Ziegelsteinoval